# Yutog Yönten Gönpo

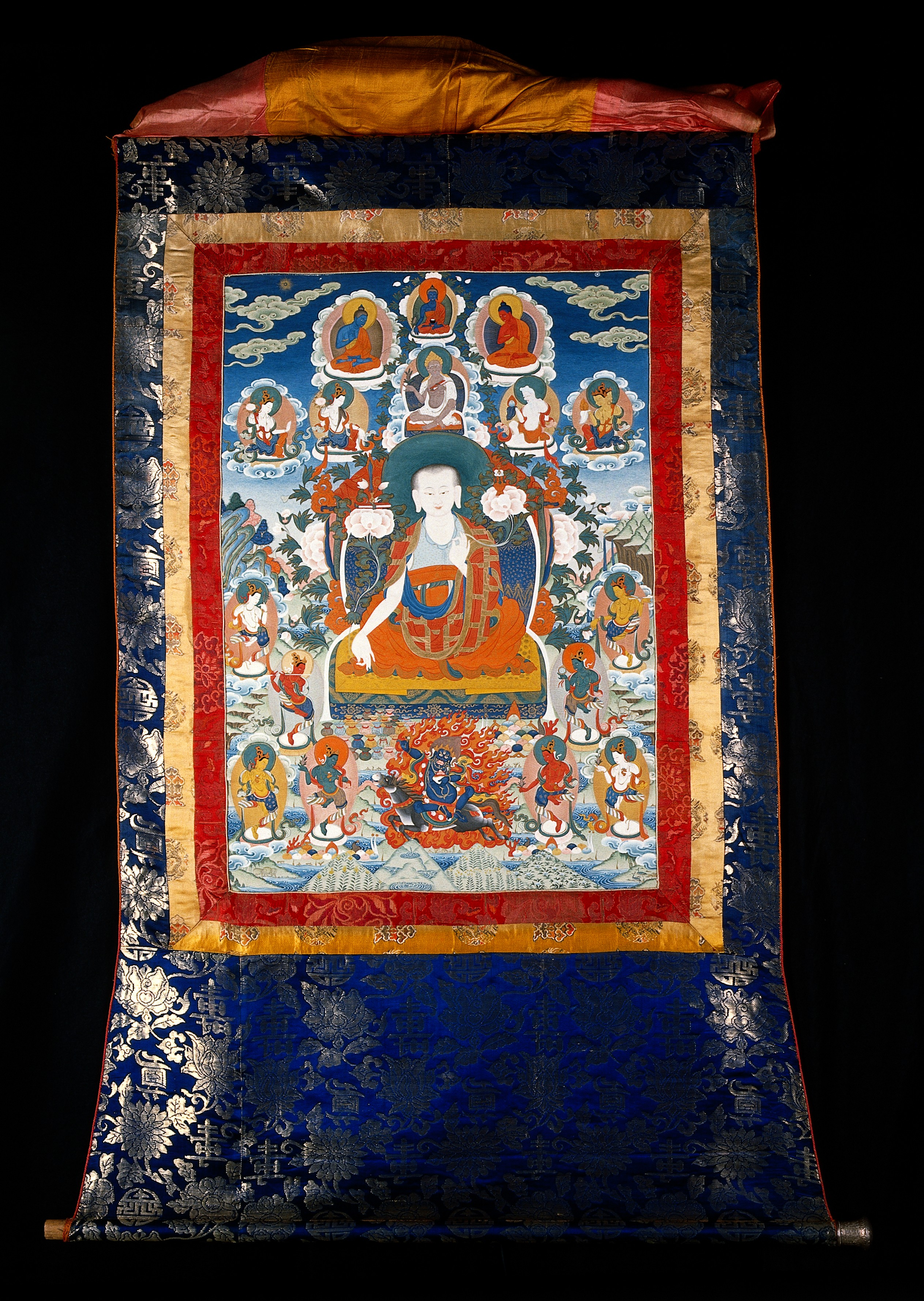

Yuthog Nyingma Yönten Gönpo (en tibetano:གཡུ་ཐོག་རྙིང་མ་ཡོན་ཏན་མགོན་པོ , Toelung Kyina, 25 de junio de 708-agosto o septiembre de 833) fue un lama y médico del Tíbet que escribió «RGyud-bZhi »  [« Cuatro tantras médicos » (རྒྱུད་བ)] ; estuvo activo en Persia, India y China, y supuestamente vivió 125 años.